# Белокровка Аэлиты
Белокровка Аэлиты (лат. Channichthys aelitae) — морская антарктическая придонно-пелагическая рыба семейства белокровковых (Channichthyidae) из отряда окунеобразных (Perciformes). Латинское название вида — «aelitae» было дано в 1995 году украинским ихтиологом Г. А. Шандиковым, впервые описавшим этот вид как новый для науки и назвавшем его в честь научно-исследовательского судна «Аэлита», совершившего первые исследовательские рейсы ЮгНИРО (Керчь, Крым) в Антарктику. Экземпляры, послужившие для описания нового вида, были пойманы в 1969 году во время экспедиции ЮгНИРО на «Аэлите» в район островов Кергелен.
C. aelitae — среднего размера прибрежная рыба общей длиной не менее 38 см. Является эндемиком вод Индийского океана, омывающих острова архипелага Кергелен. Возможно, также встречается у островов Хёрд и Макдональдс, а также на серии подводных поднятий — гайотов (банок), расположенных в Индоокеанском секторе Субантарктики в районе подводного хребта Кергелен. Кроме C. aelitae род носорогих белокровок (Channichthys) включает еще 8 эндемичных для Кергелена видов белокровковых рыб.
Согласно схеме зоогеографического районирования по донным рыбам, предложенной А. П. Андрияшевым и А. В. Нееловым, указанный выше район находится в границах зоогеографического округа Кергелен-Хёрд Индоокеанской провинции Антарктической области.
Как и у других носорогих белокровок у C. aelitae имеется хорошо развитый ростральный шип («рог») в передней части рыла. Для неё, как и для всех прочих белокровковых рыб, также характерно отсутствие чешуи на теле (кроме боковых линий) и обладание уникальным явлением среди всех позвоночных, свойственным только 25 видам рыб этого семейства — наличием «белой» крови, представляющей собой слегка желтоватую плазму, лишенную эритроцитов и гемоглобина. Подобное явление объясняется адаптацией предковых форм белокровковых рыб к суровым условиям Антарктики и, соответственно, к снижению температуры воды в Южном океане до отрицательных значений, близких к точке замерзания (–1,9 °C).
Белокровка Аэлиты может встречаться в качестве прилова при промысле в районе островов Кергелен щуковидной белокровки Chamsocephalus gunnari Lönnberg, 1905, больше известной под коммерческим названием «ледяная рыба».

## Характеристика белокровки Аэлиты
От прочих видов рода Channichthys отличается следующим комплексом признаков. В первом спинном плавнике 7—8 гибких колючих лучей, из которых третий или второй наибольшие; во втором спинном плавнике 33—34 луча; в анальном плавнике 31 луч; в грудном плавнике 21—22 луча; в дорсальной (верхней) боковой линии 67—81 трубчатых костных членика (чешуй), в задней части медиальной (срединной) боковой линии 10—14 трубчатых костных членика (чешуй), в передней части — 3—17 прободенных округлых, мелких, полупрозрачных костных бляшек; в нижней части жаберной дуги 11–14 слаборазвитых тычинок, покрытых костными шипиками, расположенных в только во внешнем ряду; позвонков 56—57, из них 24—25 туловищных и 31—32 хвостовых.
Первый спинной плавник невысокий, его высота содержится 4,1—4,9 раза в стандартной длине рыбы, более или менее треугольный по форме (не трапециевидный), с очень низкой плавниковой складкой, достигающей по высоте уровня не выше 3/4 длины наибольших колючих лучей. Первый и второй спинные плавники разделены широким междорсальным промежутком. Межглазничное пространство широкое (20—22 % длины головы), относительно плоское, больше диаметра орбиты. Глаз средней величины, диаметр орбиты составляет 18—19 % длины головы или 38 % длины рыла. Внешние края лобных костей едва подняты над орбитой. Задний край челюстной кости простирается назад до вертикали, проходящей через переднюю пятую часть или треть орбиты. Вершина нижней челюсти несколько выдается вперед, при взгляде сверху (при закрытом рте) иногда видны 1 2 ряда зубов у симфиза.
Грануляция (туберкуляция) слабая: отсутствует на верхней челюсти и на передней половине нижней челюсти; мелкие сглаженные костные гранулы могут встречаться на первом луче брюшного плавника и некоторых лучах жаберной перепонки.
Общая окраска у фиксированных в формалине преднерестовых самцов коричневая, несколько чернеющая на боках книзу от медиальной боковой. У самок (видимо, вследствие полового диморфизма в брачном наряде) окраска гораздо светлее, светло-коричневая, с многочисленными коричневыми пятнами округлой, подковообразной и гантелеобразной формы. Лучи первого спинного плавника коричневые, плавниковая складка черноватая. Лучи в грудном, втором спинном и хвостовом плавнике коричневые, плавниковая складка светлая, прозрачная. Брюшные плавники сверху в основном коричневые, светлеющие к краям, снизу плавники светлые. Анальный плавник светлый, беловатый.
По особенностям морфологии этот вид более всего сходен с C. rhinoceratus, но отличается от него главным образом более высоким и менее прогонистым телом, большей величиной глаза, более коротким рылом, выступающей вперед нижней челюстью и более передним положением заднего края верхней челюсти относительно переднего края орбиты.

## Распространение и батиметрическое распределение
Известный ареал вида охватывает прибрежные морские воды, окружающие острова Кергелен (эндемик). Относительно мелководный вид, отмеченный в улове одного донного трала 25 февраля 1969 года на глубине 161 м.

## Размеры
Относится к группе среднеразмерных видов рода Channichthys. Известен по трем половозрелым экземплярам — двум самцам и одной самке. Наиболее крупный самец достигает 375 мм общей длины и 334 мм стандартной длины, самка — 357 мм общей длины и 316 мм стандартной длины.

## Образ жизни
Судя по особенностям внешней морфологии — пелагизированной форме тела и пелагической окраске, ведет придонно-пелагический образ жизни. Низкое число тычинок, расположенных лишь во внешнем ряду на нижней части первой жаберной дуги, дает основание предполагать, что этот вид является хищником-ихтиофагом.
Близкие к зрелости гонады самцов, пойманных в феврале, свидетельствуют о летнем нересте (южного полушария) — в январе—феврале.